# Associació de Futbol de l'Illa de Niue
L'Associació de Futbol de l'Illa de Niue (NISA, per les seves sigles en anglès) va ser l'ens regulador del futbol a Niue. Va organitzar la lliga de la nació, la Competició de Futbol de Niue, així com el propi equip nacional de Niue. Va ser fundada l'any 1960.
Entre els anys 2006 i 2021, la NISA era un membre associat de la Confederació de Futbol d'Oceania i de la Federació Internacional de Futbol Associació. Se li va revocar l'estatus de membre després d'una dècada d'inactivitat, tot i que es va proposar la creació d'una nova organització. Des de llavors s'ha substituït per l'Associació de futbol de Niue com a ens regulador de l'esport a l'illa.

## Equips i competicions
- Selecció nacional de futbol de Niue

La NISA va supervisar la selecció nacional de futbol de Niue l'any 1983 quan es va iniciar com a selecció nacional, amb una derrota 19-0 contra Papua Nova Guinea.
- Competició de futbol de Niue

La NISA també va organitzar la lliga de futbol de Niue any rere any.